# I Am What I Am
I Am What I Am („Ich bin, was ich bin“) ist das bekannteste Lied aus Jerry Hermans Musical La Cage aux Folles ([la kaʒ o fɔl]; dt. Ein Käfig voller Narren), uraufgeführt am New Yorker Broadway im Jahr 1983. Das Lied ist die Abschlussnummer des ersten Aktes.
Im selben Jahr erschien eine Disco-Version von Gloria Gaynor. Viele andere Interpreten haben schon die eine oder die andere Version vorgetragen oder auch veröffentlicht. Es ist damit eines der wenigen Lieder eines schwulen Musicals, welches außerhalb des Stückes Erfolg hatte.
Das Lied handelt davon, dass man nur wirklich lebt, wenn man zu sich selbst steht, und dass dies akzeptiert werden sollte. Es beinhaltet wesentliche Gefühle und Gründe für den letzten Schritt eines Coming-outs, das „Going Public“, und beschreibt grundlegende Gefühle des Gay Pride. Deshalb ist es eines von mehreren symbolträchtigen Liedern von LGBT-Menschen. Die behandelte Thematik ist aber auf viele ähnliche Sachverhalte anwendbar, was zur Beliebtheit beiträgt.
Die Phrase „I am what I am“ selbst wurde schon lange verwendet. Es gibt auch mehrere verschiedene Lieder mit diesem Titel, auch bei in anderen Sprachen übersetztem Titel. Auch im Umfeld der Schwulen und der Drag-Queens wurde diese Phrase schon vorher immer wieder verwendet.

## La Cage aux Folles

### Rahmenhandlung
Der Travestiestar Albin, auf der Bühne Zaza genannt, bereitet sich gerade in der Garderobe auf seinen Auftritt vor. Sein Lebensgefährte und Nachtclubmanager Georges erzählt ihm durch die Tür von Georges leiblichem Sohn, den beide gemeinsam aufgezogen haben. Dessen auserwählte Frau hat jenen sehr konservativen Politiker zum Vater, der an der Riviera seine strengen Moralvorstellungen umsetzen will. Jetzt soll ein Familienbesuch stattfinden. Weil ein gleichgeschlechtliches Paar, der Besitzer eines Nachtclubs und eine Tunte für den Brautvater als zukünftige Schwiegereltern nicht tragbar wären, gibt es den Plan, dass Albin während des Besuchs nicht anwesend sein soll. Georges wird sich als Diplomat aus dem Auswärtigen Amt ausgeben und mit der Mutter des Sohnes für eine Nacht das glückliche Ehepaar vortäuschen. Georges versucht ihm den Plan so schmackhaft wie möglich zu machen, aber Albin ist über die geplante Verleugnung seiner Person und die gesamte Täuschungsaktion verletzt und aufgebracht. Er kommt aus der Garderobe, sagt nur, dass er noch auf die Bühne muss, und tritt wie geplant mit dem Travestieensemble auf.

### Vorspiel
Das Ensemble der Cagelles trägt den schon zu Beginn des Musicals gespielten Titel We Are What We Are („Wir sind, was wir sind“) vor. Was sie sind, ist nur eine Täuschung, und sie lieben es, für Verwirrung zu sorgen. Dem manchmal süßen und manchmal bitteren Leben treten sie mit etwas Demontage und Glitter gegenüber. Zaza unterbricht nunmehr den Auftritt und bittet die anderen, ihn alleine zu lassen.

### I Am What I Am
Die Melodie des Liedes bleibt die gleiche. Albin beginnt zuerst ganz leise und zaghaft zu singen. Nach den ersten Worten setzt wieder die Musik mit wenigen Instrumenten ein. Während der ersten Strophe wird die Stimme immer fester, es setzen immer mehr Instrumente ein und der Takt wird schneller. Zu Beginn der zweiten Strophe ist das normale Tempo erreicht, steigert sich aber schrittweise weiter. Albin ist aufgebracht und singt sich in Rage, er fordert Akzeptanz ein für das was er ist, und macht Georges indirekt Vorwürfe. Je nach Bühneninterpret bewegt sich der Ausdruck zwischen Stolz, Wut und Verbitterung. (Im Gegensatz dazu wird das Lied außerhalb des theatralischen Rahmens einfach mit Stolz vorgetragen.) Mit der dritten Strophe verdoppelt das Orchester sein Tempo, und im Gegensatz dazu fällt Albin in seinem Vortrag auf die Hälfte des Tempos zurück. Nach dem Lied geht Zaza meist schroff ab, nimmt die Perücke ab und bewirft damit Georges.
Albin singt davon, dass er das ist was er ist, etwas ganz eigenes, seine eigene Persönlichkeit. Er braucht für das was er ist keine Entschuldigung. Er möchte in seiner Welt ein wenig Stolz und sich nicht verschämt verstecken müssen. Denn das Leben ist keinen Pfifferling wert und nur eine Täuschung, bis man endlich sagen kann: „Hei Welt. Ich bin was ich bin“. Besonders dieser Teil ist auch an Georges gerichtet. Die Leute können einen rausschmeißen oder beglückwünschen. Er will aber keinen Lobpreis und kein Mitleid. Er lebt auf seine eigene Art und Weise, die manche schlecht finden, er findet sie nett. Und was ist daran, wenn man Schmuck und Glitter mag? Warum wird nicht einmal versucht, die Dinge aus einem anderen Winkel zu betrachten? Er kümmert sich um seine eigenen Angelegenheiten, manchmal Gutes, manchmal Schlechtes. Aber es gibt nur ein einziges, fortlaufendes Leben, und man kann nicht einen Teil wiederholen und auch kein Zwischenlager einrichten. Weil es nur ein fortlaufendes Leben gibt, ist es an der Zeit „den Schrank zu öffnen“, zu sich zu stehen und sich nicht weiter im Schrank zu verstecken. Denn das Leben ist nichts wert, solange man nicht sagen kann „Ich bin was ich bin.“
Enthaltene Idiome:
- I bang my own drum, Some think it's noise, I think its pretty („Ich schlage meine eigene Trommel, manche halten es für Krach, ich denke es ist schön“) verweist auf die amerikanische Redewendung march to [the beat of] a different drummer („zum Takt eines anderen Trommlers marschieren“), welche auch als bang[ing] on a different drum vorkommt. Im britischen Englisch existiert die Redewendung to march to a different tune („zu einer anderen Melodie marschieren“).[2] Es beschreibt eine Person, welche sich in einer unüblichen Weise verhält, lebt und denkt,[3] von anderen Werten motiviert ist, als eine durchschnittliche Person.[4] Ins Deutsche kann die Redewendung mit „aus der Reihe tanzen“ übersetzt werden.[5] Durch den Verweis auf die eigene Trommel im Lied wird das Individualistische hervorgehoben.
Der Ursprung der Redewendung liegt in dem 1854 erschienenen Buch Walden des amerikanischen Philosophen Henry David Thoreau.[6] Er schrieb darin: If a man does not keep pace with his companions, perhaps it is because he hears a different drummer. Let him step to the music which he hears, however measured or far away. („Wenn ein Mann nicht im Schritt mit seinen Kameraden bleibt, vielleicht ist es weil er auf einen anderen Trommler hört. Laß ihn zu der Musik schreiten die er hört, wie gemäßigt oder weit entfernt sie sein mag.“)
- One life, so it's time to open up your closet („Ein Leben, somit ist es Zeit deinen Schrank zu öffnen“) verweist auf die damals vor allem unter Homosexuellen übliche Redewendung to come out of the closet („aus dem Schrank herauskommen“), also den letzten Schritt eines Coming-outs zu vollziehen, zu sich zu stehen, nicht mehr zu versuchen die eigene Homosexualität zu verheimlichen oder gar den anderen etwas vorzuspielen.

## Weitere Verwertung
Nach 15 Probevorführungen hatte das Stück am 21. August 1983 Premiere. Noch in derselben Woche schrieb das New York Magazine, dass das Lied schon als neue nationale Schwulenhymne bezeichnet werde. In einer generell sehr negativen Kritik, welche zwei Wochen später im gleichen Magazin erschien, heißt es, dass es als Schwulenhymne „aufdringlich angepriesen“ werde.
Herman hatte das Lied für den spezifischen dramatischen Moment geschrieben, in dem ein Homosexueller zusammenbricht und Akzeptanz verlangt für das was er ist. Für einen Disco-Hit hätte er beispielsweise die Phrase „opening up your closet“ nicht verwendet. Der Verleger bat, einige Zeilen zu ändern für den Fall, dass jemand das Lied aufnehmen wolle. So schrieb Herman noch etwas mit „blow my horn and sound my trumpet / My song – and if you don't like it, you can lump it“. Herman kann sich nicht erinnern, diese Version jemals gehört zu haben, auch nicht bei Sammy Davis. Dass das Lied mit Gloria Gaynor ein Hit geworden war, hatte ihn sehr überrascht. Im Widerspruch zu Herman sang Sammy Davis junior 1983 in der Fernsehsendung The Tonight Show mit Johnny Carson die geänderte Version ohne die zweite Strophe. In der Moderation verwies er aber auf das neue Musical.
Nach dem Erfolg von La Cage Aux Folles wurde das Lied auch in die zweite, erweiterte Version der Revue Jerry's Girls aufgenommen, welche auf Liedern von Jerry Herman basiert und 1984 in Palm Beach Premiere hatte. 1985 wurde sie am Brodway aufgeführt. In den nachfolgenden Filmen Ein Käfig voller Narren – Jetzt wird geheiratet und The Birdcage – Ein Paradies für schrille Vögel wurde dieses Lied nicht verwendet.

## Interpreten

### Darsteller von Zaza / Albin
Im Laufe der Jahre haben unzählige Darsteller auf internationalen Bühnen in der Rolle der Zaza (bzw. Albin) auch I Am What I Am dargeboten und dabei zum Teil neu interpretiert. Hier eine Auswahl:
| Broadway - George Hearn (1983–1986) - Walter Charles (1983–1987) - Keene Curtis (1985–1987) - Lee Roy Reams (1985–1987) - Jack Davison (1985–1987) - Gary Beach (2004–2005) - Bryan Batt (2004–2005) - Douglas Hodge (2010–2011) - Harvey Fierstein (2011) West End - George Hearn (1986–1987) - Douglas Hodge (2008–2010) - Roger Allam (2009) - Graham Norton (2009) - John Barrowman (2009) | Deutschland - Helmut Baumann (1985–1986) - Steve Barton (1986) - Thomas Bäppler-Wolf (2012–2013) - Samuel Schürmann (2012–2013) - Guido Kleineidam (2013–2014) - Hannes Fischer (2014) - Uwe Kröger (2014) - Christian Grygas (seit 2016) Österreich - Karlheinz Hackl (1991–2007) - Alfons Haider (2008) | International - Jon Ewing (Australien 1985) - César Mora (Kolumbien 1991 und Filmaufnahme) - Javier Díaz Dueñas (Mexiko 1993) - Jacco van Renesse (Niederlande 1995) - Tõnu Oja (Estland 1999) - Andrés Pajares (Spanien 2001) - José Raposo (Portugal 2009) - Carlos Alberto (Portugal 2009) - Roberto de Groot (Niederlande 2010) - Jon van Eerd (Niederlande 2010–2011) - Matthew Morrison (Vereinigte Staaten, Tony-Awards 2010) - Christopher Sieber (Vereinigte Staaten, Tournee-Ensemble 2011–2012) - Chung Sung-hwa (Korea 2012) - Anders Baggesen (Dänemark 2013) - Edwin Cedeño (Panama 2013) - Rafael José (Puerto Rico 2013–2014) - Mikael Samuelson (Schweden 2013–2014) - András Stohl (Ungarn seit 2014) - Todd McKenney (Australien 2014) - Audie Gemora (Philippinen 2015) - Mario Iván Martínez (Mexiko 2015) - Fredrik Lycke (Schweden 2015) - John Partridge (Vereinigtes Königreich, Tournee-Ensemble 2017 und Musikvideo) |

### Gloria Gaynor
Gloria Gaynor hatte im Jahre 1979 mit ihrem überraschenden Hit I Will Survive ihren größten Erfolg. Schon 1982 wurde sie wiedergeborene Christin. 1983 veröffentlichte sie eine Disco-Version von I Am What I Am als Single, und es ist auch auf ihrem 1984 erschienenen Album I Am Gloria Gaynor enthalten. In den US-Verkauf-Charts war die Platte nicht besonders erfolgreich, es wurde jedoch zu einem Hit in den Dance-Clubs und kam Ende 1983 / Anfang 1984 in die Club-Charts. In Deutschland und vor allem in Großbritannien war die Single erfolgreicher. Durch dieses Lied wurde sie zur Schwulenikone. Im Laufe der Zeit veröffentlichte Gaynor verschiedene leicht abgeänderte Versionen und Remixes, darunter auch eine, die erst mit der zweiten Strophe beginnt.
In der ursprünglichen Disco-Version beginnt Gaynor zunächst leise, aber nicht zaghaft zu singen. Nach den ersten Worten setzt leise das Orchester ein und mit Ende der ersten Strophe setzt der Beat ein, welcher über die gesamte Dauer das Tempo beibehält. In der Maxi-Version wird nach einem Instrumentalteil die dritte Strophe wiederholt. Am Ende singt sie einige positive Selbstbestätigungen, welche die Wertungen anderer über Ausgegrenzte kontrastieren: I am Good („Ich bin gut“), I am Strong („Ich bin stark“), I am Worthy („Ich bin ehrenwert“), I belong („Ich gehöre dazu“), I am Useful („Ich bin nützlich“), I am True („Ich bin richtig“), I am Somebody („Ich bin jemand“) und I am as good as you („Ich bin so gut wie du“).
Nach JD Dyle, dem Moderator der spezialisierten Radiosendung Queer Music Heritage, ist die Version von Gloria Gaynor von mehreren symbolträchtigen Liedern am ehesten prädestiniert, den Titel „Gay Anthem“ zu tragen. Bei einer 2008 durchgeführten Umfrage einer australischen Internetseite unter 15.000 Benutzern über den persönlichen „gayest song of all times“ („schwulstes Lied aller Zeiten“) landete diese Version auf Platz 11. Es wurde auch als Nationalhymne des Gay & Lesbian Kingdom of the Coral Sea Islands ausgewählt. In einer ebenfalls 2008 durchgeführten Umfrage des Radiosenders SWR für eine Hitparade zum zehnten Jubiläum des Senders erreichte das Lied Platz 219. Bei der ähnlichen Aktion WDR 200 erreichte das Lied im Jahr 2002 den Platz 132.
Im Jahre 2008 setzte die Schweizer Supermarktkette Migros das Lied für eine Pflegekampagne mit dem Namen „I Am“ in Fernseh- und Kinospots ein. Dadurch gelangte der Titel erstmals in die Schweizer Charts.

### Weitere Interpreten und Sprachen
- Getreu der ursprünglichen Musical-Version:
  - John Barrowman machte das Lied bereits ab 2005 zu „seiner Hymne“[35] und zum festen Bestandteil seiner Con-Auftritte und Konzerttourneen, bevor er es 2008 für sein fünftes Soloalbum aufnahm, 2009 die Rolle der Zaza im West End spielte und seine noch im gleichen Jahr erschienenen Memoiren nach dem Lied benannte.
  - Sammy Davis junior sang zumindest in einer Fernsehsendung 1983 eine an das Musical angelehnte Version mit Temposteigerung, einer Swing-Orchestrierung, mit dem vom Autor geänderten Text und ohne die zweite Strophe. Nach den Aussagen Hermans sang Davis (sonst?) den Originaltext.
  - Linda Eder gelangte mit ihrer Musical-Version in die Top40-Charts im Bereich Internet Sales.
  - Alexander Herzog
  - George Hearn
  - Anthony Warlow
  - Lola Cortes (Mexiko)
- Die Disco-Version von Gaynor wurde von Gerard Joling, Respect featuring Hannah Jones, Lena Zavaroni, Soraya und Rank 1 unter dem Pseudonym Janoah gecovert. Mehrmals - inklusive Gloria Gaynor - wurde diese Version als Auftrittslied zu Beginn einer Show verwendet, wobei die Interpreten während oder nach der ersten Strophe auf die Bühne kamen.
  - Im Jahre 2002 brachte Karen Mulder eine Coverversion der Gaynor-Fassung heraus, welche auch im Soundtrack des Films Wie die Karnickel enthalten ist, und gelangte damit im französischen Sprachraum in die Charts.
  - Sonia verarbeitet das Lied 1994 in ihrem The Anthem Medley.
- Shirley Bassey (1984) bringt eine recht eigenständige Interpretation, bei der zwei Strophen recht langsam gesungen werden und erst bei der dritten der Beat einsetzt.
  - An diese hält sich auch Marti Webb.
  - Conchita sang die Version zur Eröffnung der Wiener Festwochen im Mai 2017
- Unzählige Drag-Queens haben das Lied in den Versionen des Musicals, von Gloria Gaynor oder von Shirley Bassey entweder live oder als Playback im Programm. Bei Drag geht es in erster Linie um Verkleidung, Illusion und Show, dies ist nicht mit Transgeschlechtlichkeit und verwandten Begriffen zu verwechseln. Bei Travestie- oder Drag-Shows nach altem Stil war es oft üblich, am Ende der Show die Perücke vom Kopf zu nehmen und die Maske fallen zu lassen. Bei vielen Drag-Queens insbesondere in den USA wurde es zum Ritual, diese abschließende Auflösung der Illusion während des Liedes I Am What I Am zu vollziehen.[36]
- Pia Zadora (1986) singt es über die gesamte Länge gemütlich, aber mit steigender Spannung und Intensität.
- Beverly Knight sang eine ganz eigene Interpretation mit Gospelchorunterstützung zum krönenden Abschluss der Eröffnungsfeier der Paralympischen Spiele in London 2012. Zwischendurch enthält das Arrangement Elemente der traditionelleren Versionen, insgesamt dauerte die Darbietung 7,5 Minuten.
- Es gibt kaum einen Gay Men’s Choir, der die „Hymne der Gay Community“ nicht im Repertoire hat – so beispielsweise auch die GMC von Boston,[37] Washington D.C.,[38] London[39] und New York City.[40] Dafür entstehen laufend neue Arrangements.

Abgewandelte englische Versionen
- Das Comedy-Musikduo Amateur Transplants hat eine Version mit humoristisch abgeänderten Text im Programm.
- In der satirischen Revue Forbidden Broadway taucht das Lied als I Ham What I Ham auf und ist auf dem zweiten Album 1991 erschienen.

Übersetzungen
- Spanische Disco-Versionen unter dem Titel Soy lo que soy existieren von Sandra Mihanovich (1984, Argentinien) und Giovanni Falchetti (2004, Chile). Es existiert auch eine komplette Übersetzung des Musicals und eine CD von einer Aufführung.
- Isländische Disco-Versionen unter dem Titel Ég er eins og ég er wurden von Páll Óskar Hjálmtýsson und Hafsteinn Þórólfsson (2001) aufgenommen. Sie ist auch im Film 11 Men Out zu hören.
- Auf Schwedisch heißt das Lied Jag är som jag är und es existiert eine Aufnahme (1999) mit der Drag-Queen Lars-Åke Wilhelmsson, aka Babsan.
- Auf Deutsch existiert eine komplette Musicalübersetzung. Auf CD ist vor allem die Musicalaufführung am Theater des Westens mit Helmut Baumann als Albin/Zaza bekannt.

Abgewandelte nicht-englische Versionen
- In der Rockrevue Rock op Platt - Episode twee|Rock op Platt - Episode twee[41] (2006) von Sandra Keck wurde eine plattdeutsche Version unter dem Titel Ik bün, wat ick bün mit angepassten Text aufgeführt.[42] Darin singen drei Schnecken (Zwitterwesen) von ihrem Leben, wobei es unter anderem um folgendes geht: Sie sind mal Mann, mal Frau, kriechen ihren eigenen Weg, und wenn es auch lang dauert, macht sie dies nur stärker. Kein Salatblatt ist vor ihnen sicher, sie fressen alles ratzeputz. Am Tag sind sie versteckt, aber in der Nacht sind es viele.
- Mao Daichi (大地真央, männliche Rollen), Hitomi Kuroki (黒木瞳, weibliche Rollen) und [?] (郷真由加) sangen ab 1984 in der Takarazuka Revue[43] eine japanische Version mit anderem Inhalt, wobei die Titelzeile englisch blieb (ins Japanische übersetzt mit わたしは私 = „I am I“, „Ich bin ich“). Besonders der Auftritt von Mao Daichi wird bis heute von Zeit zu Zeit im Fernsehen wiederholt.
- Ross Antony sang eine deutschsprachige Version in der Fernsehsendung Schlagerboom 2018.[44]